# Vittorio Forte
Vittorio Forte (né en 1977 à Rossano, en Calabre, dans le sud de l'Italie) est un pianiste italien. 

## Biographie
Après des premières études au Conservatoire de Cosenza, Vittorio Forte fait la rencontre de José Lepore, pédagogue argentin, élève, entre autres, de Carlo Zecchi à l'Académie nationale Sainte-Cécile. À l'âge de 17 ans, il décide de se consacrer entièrement au piano, abandonnant les études générales et se nourrissant de livres, voyages et en explorant le monde musical. En quelques années, il remporte plusieurs prix lors de concours de piano nationaux et internationaux. Il quitte l'Italie en 1998 pour s'installer sur les rives du Lac Léman, près de Genève.
Il participe aux master classes d'artistes tels Gyorgy Sandor, Paul Badura Skoda, Mikhaïl Petukhov. Il poursuit ses études au à la Haute École de Musique, site de Lausanne (HEMU) et à l'Institut de Ribaupierre avec le pianiste Christian Favre. En 2005, il rencontre William Grant Naboré, fondateur de l'Académie internationale de piano du lac de Côme (en). Dans cette institution, Vittorio Forte rencontre de grands maîtres du piano tels Fou Ts'Ong, Menahem Pressler, le pianofortiste Andreas Staier. 
En 2007, lors de la première et unique édition du Concours Vlado Perlemuter, il obtient le prix « Chopin ». Le pianiste Jean François Heisser, membre du jury du concours, le met en relation avec le fondateur du label Lyrinx, René Gambini. 
L'année suivante Vittorio Forte enregistre son premier disque consacré au compositeur italien Muzio Clementi qui obtient d'excellentes critiques.
Sa carrière discographique est confirmée par un disque consacré à Robert Schumann en 2011, mais surtout par la parution en 2013 d'un enregistrement autour des pièces pour clavecin de François Couperin et des mazurkas de Frédéric Chopin. Ce dernier opus est nommé aux International Classical Music Awards (en) (ICMA 2014) par un jury de professionnels de plus de quinze pays.
Le disque de Vittorio Forte « Voyage Mélodique » pour le label Lyrinx est un hommage à la voix à travers les transcriptions des lieder et mélodies de Franz Schubert à George Gershwin par Franz Liszt et Earl Wild. Recompensé par 5 Diapasons, par un "Joker" du magazine belge Crescendo, ou encore par l'Opus d'or d'opusHD magazine, cet enregistrement marque par son originalité et "la facilité que l’artiste a à capturer l’instant présent pour instaurer des climats et ambiances saisissants" (A. Desympelaere - Joker Magazine Crescendo).
Depuis 2008, il se produit seul et avec orchestre dans de nombreux pays d'Europe et aux États-Unis où il fait ses débuts en 2010 au Yamaha Artist Services, Inc. (en) et au Bargemusic (en) de New York.
En France, il joue lors de festivals prestigieux comme le Festival de La Roque-d'Anthéron , La Folle Journée, le Festival Radio France Montpellier, Chopin à Nohant, Liszt en Provence, Nancyphonies, Pianofolies etc.
Depuis 1998, Vittorio Forte joue régulièrement en Europe, notamment au Victoria Hall de Genève (Suisse), le Théâtre de Pleven, l' Opéra de Umea (Suède), et en 2021 au Konzerthaus (Kleiner Saal) de Berlin. 
Considéré aujourd'hui avec Pietro De Maria comme « un des pianistes phares de la nouvelle école pianistique italienne, » son répertoire s'étend de Bach à Gershwin.
Parallèlement à sa carrière de concertiste, Vittorio Forte créé en 2003 à Nernier le Centre musical IntermeZZo. Il assure avec Inès Maleviolles la direction artistique pour l'organisation du festival Les Automnales d'Intermezzo, la saison Les concerts d'Intermezzo ou encore les rencontres-causeries, discussions musicales autour de sujets très éclectiques. 
En 2018, il enregistre l'intégrale des valses de Frédéric Chopin pour le label italien AEVEA, ainsi qu'un programme consacré à des œuvres de Carl Philipp Emanuel Bach de pour l'étiquette Odradek Records, nommé aux International Classical Music Awards en 2020.  
Son album consacré aux transcriptions pour piano de Earl Wild, paru en 2021, il est récompensé d'un Opus d'or (OpusHD.net), le choix de Musiq3 en Belgique, 4 étoiles du BBC Music Magazine, 5 étoiles de L' Echo, Critics' choice de l' International Piano Magazine et est nommé au Prix de la critique allemande du disque (de) ainsi que dans la catégorie "Enregistrement Instrumental" des Opus Klassik. 
Son enregistrement consacré à Nikolai Medtner, paru en 2023 pour le label Odradek Records, est sélectionné par Le Monde, Rtbf Musiq3, Radio Stephansdom Wien, France Musique et obtient un opus d'or ainsi qu'un Joker "Absolu" du magazine belge Crescendo, et cinq étoiles dans la revue Classica. 
Depuis 2016, Vittorio Forte vit près de Montpellier, où il vient de créer le C.A.P.A. (Centre d'Activités Pianistiques et Artistiques), voué à promouvoir la musique à travers des concerts, dont la saison "Piano intime". Le Centre d'Activités Pianistiques et Artistiques lance en 2018 une série de Master Classes pour pianistes en voie de professionnalisation ou en début de carrière, animées par Vittorio Forte tout au long de l'année.

## Discographie
- NIKOLAY MEDTNER : "The Muse" - Oeuvres pour piano - Forgotten Melodies op.38, Fragments Lyriques op.23, Skazki op.51, The Muse op. 29 n.1 (Transcription Vittorio Forte) - 2023
- EARL WILD : [Re] Visions - Piano transcriptions (Haendel, Marcello, Rachmaninov, Tchaikovsky, Gershwin, C.P.E. Bach) - Odradek Records ( ODRCD399) - 2021 [9]
- C.P.E. BACH "Abschied", Odradek records - ODRCD368 (2019)
- F. CHOPIN : Intégrale des Valses, AEVEA (2018)
- Voyage mélodique - 1 SACD - Lyrinx - LYR2296 (2016)[10]
- Couperin–Chopin : affinités retrouvées  - 1 SACD - Lyrinx - LYR2283 (2013)
- Fantaisiestücke op.12, Arabesque, Kreisleriana de Robert Schumann - 1 CD - Lyrinx - LYR275 (2011)
- Clementi : Sonates op 34/2, op 40/2, Capriccio op 47/1 - 1 SACD - Lyrinx - LYR2264 (2008)